# Helena de Adiabena
Helena de Adiabena (hebraico:הלני המלכה, morreu ca. 50-56 CE) foi rainha de Adiabena e Edessa, e a mulher de Monobaz I, seu irmão, e Abgarus V. Com seu marido, Monobaz I, ela foi a mãe de Izates II e Monobaz II. Helena se converteu ao Judaísmo cerca do ano 30 CE. Os nomes de alguns membros de sua família e o fato de que ela era casada com seu irmão indicam uma origem Iraniana, Zoroastriana ou Maga.